# Senago
Senago és un municipi italià, situat a la regió de Llombardia i a la ciutat metropolitana de Milà. L'any 2004 tenia 19.689 habitants.